# Owen González
Owen de Jesús González Ojeda (ur. 20 lipca 2003 w Concepción del Oro) – meksykański piłkarz występujący na pozycji skrzydłowego, od 2023 roku zawodnik Pachuki.